# São Bernardino
São Bernardino is een gemeente in de Braziliaanse deelstaat Santa Catarina. De gemeente telt 2.633 inwoners (schatting 2009).

## Aangrenzende gemeenten
De gemeente grenst aan Campo Erê, Saltinho en São Lourenço do Oeste.